# رزمارینوس
رزمارینوس (نام علمی: Rosmarinus) نام یک سرده از تیره نعناعیان است.